# Герб Резекне
Герб Ре́зекне — официальный символ города Резекне. В 2000 году Резекненская городская дума приняла решение о возвращении герба 1925 года.

## Описание
«В небесно-синем поле золотой грифон со щитком цветов национального флага на груди».

## Исторические гербы
Герб уездного города Режица Российской Империи (сначала Полоцкого наместничества, а затем Витебской губернии) утверждён 21 сентября 1781 года вместе с другими гербами городов Полоцкого наместничества: «Имеет Полоцкий герб, только в нижней части щита поле горностаевое».
В 1864 году был составлен проект герба Режицы по правилам, разработанным Б. Кене: «Горностаевый щит. В вольной части герб Витебской губернии. Щит венчает серебряная башенная корона, по сторонам щита помещаются золотые колосья, перевязанные Александровской лентой». Герб официально не был утверждён.
В 1923 году символом Латгалии был официально утверждён грифон, вооружённый мечом. В 1925 году президентским декретом утверждён герб Резекне также с грифоном, как знак того, что Резекне — историческая столица Латгалии. «В синем поле золотой грифон со щитком цветов национального флага на груди». Художник герба — Р. Зариньш.
29 мая 1970 года решением Резекненского городского Совета депутатов трудящихся утверждён «советский» герб: «В оформление герба включены цвета Государственного флага Латвийской ССР. Щит герба горизонтально пополам разделяет бело-сине-белая волнообразная полоса. На красном поле верхней части герба, на серебристом фоне шестерни расположена красная эмблема серп и молот. На нижнем закругленном поле герба, на синем фоне изображён стилизованный серебряный подсвечник. Красный цвет герба символизирует революционное прошлое города Резекне, героическую борьбу в годы Великой Отечественной войны и социалистическое сегодня. Синий цвет характеризует Резекне как город синих озер Латгалии. Шестерня, серп и молот представляют г. Резекне как важный промышленный и транспортный узел. Подсвечник является символом культуры и народного искусства г. Резекне». Автор — У.Озолиньш.

Герб 1781 года
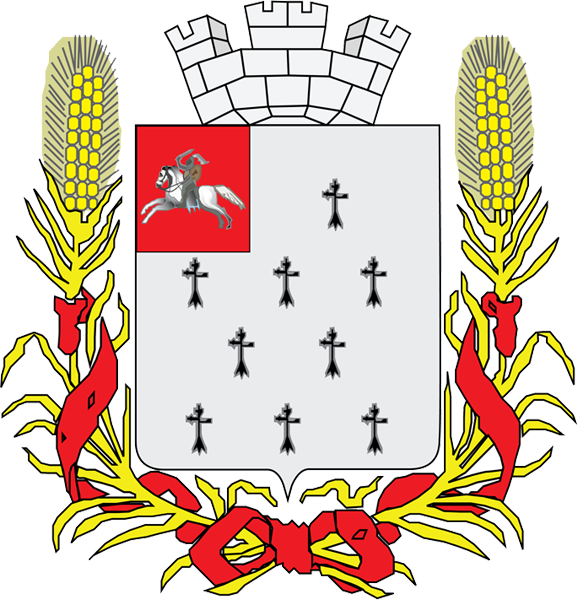
Проект герба Режицы 1864 года
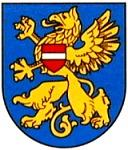
Герб 1925 года
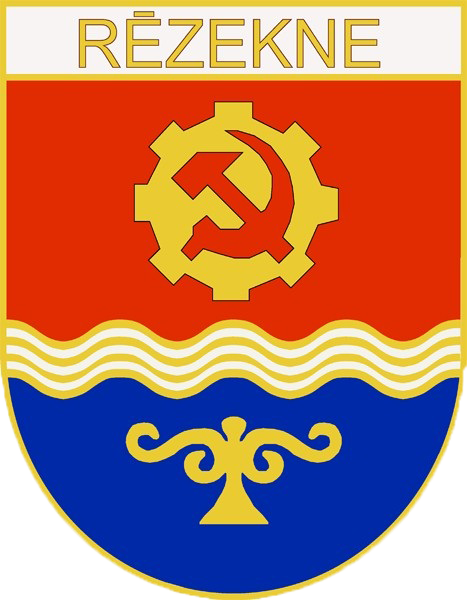
Герб 1970 года